# Бек, Томас
То́мас Бек (нем. Thomas Beck; 21 февраля 1981, Шан) — лихтенштейнский футболист, нападающий, тренер.
В сборной дебютировал 2 сентября 1998 года в отборочном матче к ЧЕ 2000 против Румынии (0:7). Первый гол за сборную забил 9 октября 2004 года в матче против Португалии, сравняв счёт на 76 минуте (2:2).

## Голы за сборную
| # | Дата            | Место                                | Соперник   | Счёт | Результат | Турнир                    |
| - | --------------- | ------------------------------------ | ---------- | ---- | --------- | ------------------------- |
| 1 | 9 октября 2004  | Райнпарк Штадион, Вадуц, Лихтенштейн | Португалия | 2:2  | 2:2       | Отборочный матч к ЧМ 2006 |
| 2 | 26 марта 2005   | Райнпарк Штадион, Вадуц, Лихтенштейн | Россия     | 1:2  | 1:2       | Отборочный матч к ЧМ 2006 |
| 3 | 7 сентября 2005 | Райнпарк Штадион, Вадуц, Лихтенштейн | Люксембург | 3:0  | 3:0       | Отборочный матч к ЧМ 2006 |
| 4 | 17 октября 2007 | Райнпарк Штадион, Вадуц, Лихтенштейн | Исландия   | 2:0  | 3:0       | Отборочный матч к ЧЕ 2008 |
| 5 | 17 октября 2007 | Райнпарк Штадион, Вадуц, Лихтенштейн | Исландия   | 3:0  | 3:0       | Отборочный матч к ЧЕ 2008 |

## Достижения
- Футболист года в Лихтенштейне: 2004/05